# الموسيقى النسائية
الموسيقى النسائية هي موسيقى للنساء ومن النساء وعن النساء. ظهر هذا النوع كتعبير موسيقي عن الموجة الثانية للحركة النسوية  بالإضافة إلى حركات العمل والحقوق المدنية والسلام. الحركة (في الولايات المتحدة الأمريكية) بدأها فنانون مثليين مثل كريس ويليامسون، ميج كريستيان ومارجي آدم، موسيقيان أمريكيان من أصل أفريقي بما في ذلك ليندا تيليري، ماري واتكينز وجوين أفيري  ونشطاء مثل بيرنيس جونسون ريغون ومجموعتها العسل الحلو في الصخر، وناشطة السلام هولي نور. تشير الموسيقى النسائية أيضًا إلى الصناعة الأوسع للموسيقى النسائية التي تتجاوز الفنانين المؤدين لتشمل موسيقيي الاستوديو، المنتجين ومهندسي الصوت والفنيين وفناني الغلاف والموزعين والمروجين ومنظمي المهرجانات من النساء أيضا.

## التاريخ
جاءت الموسيقى النسائية المبكرة بأشكال مختلفة، لكن كل منها ينظر إلى الموسيقى على أنها شيء يعبر عن الحياة. وفقًا لروث سولي، جاءت أصول الموسيقى النسوية من الدين، حيث عبرت تقاليد الإلهة عن الحياة الداخلية لأولئك الذين عاشوا. ذكرت أيضًا أن هذا النوع من الموسيقى كان دائمًا يمثل تحديًا إبداعيًا وأن المعايير الثقافية المتغيرة على مر السنين جعلت من الصعب إنشاء معايير في الإنتاج. وجد بحث سولي أن هذا الشكل المبكر من الموسيقى لم يكن قريبًا من الشكل الفني لبعض الموسيقيين الأكثر شهرة، ولا سيما بيتهوفن وباخ، وأن هذا النوع من الموسيقى النسوية تم إنشاؤه لإرضاء الرجال والارتقاء إلى مستوى مختلف تمامًا من الجمال.
الستينيات والسبعينيات
في عام 1963، ابتكرت ليزلي جور أغنية «انت لا تملكني» تعبر عن التحرر المهدد، حيث يخبر المغني أحد العشاق أنه لا يمتلكها، وأنهم لا يخبرونها بما يجب فعله أو ماذا تقول، وأنهم لن يعرضوها. أصبحت كلمات الأغنية مصدر إلهام للنساء الأصغر سنًا ويتم الاستشهاد بها أحيانًا كعامل في الموجة النسوية الثانية. تعرضت ليزلي جور لاحقًا لانتقادات بسبب بقية أغانيها التي لا تتطابق مع التطلعات والتوقعات النسوية.
في أواخر الستينيات وأوائل السبعينيات في الولايات المتحدة، رأى بعض الناس  أن هناك القليل «صور نسائية إيجابية داخل الموسيقى الشعبية» و «نقص الفرص أمام الفنانات»() ويرون أن المرأة تعاني من الحرمان في الميدان بسبب اختلافها في نوع الجنس. وقعت شركات التسجيلات الأمريكية الكبرى على عدد قليل فقط من الفرق النسائية، بما في ذلك فاني و بيرثا و الباذنجان القاتل و غولدي و خبز الزنجبيل والفرقة التي تطوروا إليها، إيزيس. ردًا على هذا النقص الملحوظ في إدراج المرأة في التيار الرئيسي، قررت بعض النسويات أنه من الضروري أن تخلق النساء مساحة منفصلة للنساء لإنشاء الموسيقى. ثم تم استخدام النزعة الانفصالية السحاقية والنسوية «كتكتيك يركز على طاقة المرأة ويعطي دفعة هائلة لنمو وتطور الموسيقى النسائية».
من الحركة الانفصالية جاءت أول أمثلة موزعة للموسيقى التي تم إنشاؤها خصيصًا للمثليات أو النسويات. في عام 1972، سجل ماكسين فيلدمان، الذي كان مؤديًا "خارجًا" (مثلي الجنس علنًا) منذ عام 1964، أول سجل سحاقي علني، "عطيس الغاضب' (كان عطيس من محبي الشاعر اليوناني القديم صافو). كانت فيلدمان تؤدي الأغنية منذ عام 1969، وكانت كلماتها خاصة بمشاعرها وتجاربها كمثلية. في نفس العام، أصدرت الفرقة النسائية النسائية بالكامل فرقة روك تحرير المرأة في شيكاغو ونيو هافن يوم تحريك جبل فرقة الروك لتحرير المرأة . في عام 1973، أنشأ أليكس دوبكين، عازف الفلوت كاي غاردنر، وعازف الجيتار باتشس أتوم مجموعة لافندر جين، وسجلوا ألبومًا بعنوان لافندر جين يحب النساء، وهو أول ألبوم كامل للمثليات. اعتمدت هذه التسجيلات المبكرة على المبيعات من خلال طلب البريد وفي عدد قليل من المكتبات النسوية المثلية، مثل ارتفاع لامدا في واشنطن العاصمة، بالإضافة إلى الترويج عن طريق الكلام الشفهي. في مايو 1974، النساء اللواتي كن يشكلن أول فرقة روك نسائية أوروبية تقدم عروضها في مهرجان موسيقي نسائي في برلين. شكلوا فرقة الروك النسائية الألمانية السحاقيات الطائرات وأصدروا ألبومًا واحدًا بعنوان ذاتي في عام 1975.
توزيع الموسيقى غولدنورد ، التي أسسها تيري غرانت في عام 1975، كان لها الفضل في ذلك من قبل لورون كيهرر باعتباره تأثيرًا كبيرًا في إطلاق الحركة الموسيقية النسائية. أشارت كهرر إلى أنه على الرغم من أن المنظمة تأسست على أساس مساعدة النساء والمثليات، ولم تتمكن من التغلب على التناقضات المحيطة بأخلاقيات الشركة [حدد] ومكانها في مجتمع رأسمالي.
بالإضافة إلى ذلك، وجدت السحاقيات طرقًا للتعبير عن أنفسهن من خلال التأليف الموسيقي. هناك رموز سيميائية كلاسيكية أوروبية شائعة تم استخدامها على مر القرون للتعبير عن الذكورة أو الأنوثة. تغيرت هذه الإيماءات الموسيقية بمرور الوقت مع تغير معنى الأنوثة، لكنها حافظت دائمًا على هدفها: التعبيرية الصادقة. قامت إثيل سميث، وهي مؤلفة موسيقية، بترميز تجارب حياتها السحاقية في موسيقاها. جنس الملحنين والكتاب والفنانين وغيرهم لهم علاقة كبيرة بكيفية إدراك الموسيقى وتفسيرها. تشير إشارات مثل الإيقاع والتعبير والديناميكيات الأخرى إلى العديد من الأنواع المختلفة من المعاني - فهي ليست قياسية. يستخدم كل موسيقي هذه الرموز والإشارات لتناسب موسيقاه، وبالتالي يعبر عن نفسه من خلال الأغنية.
هدفت الموسيقيات النسويات إلى إظهار صورة إيجابية واستباقية وحازمة للمرأة لم تنتقد فقط الخلافات فيما يتعلق بالجنس، ولكن أظهرت أيضا أهداف الحركة النسوية مثل القضاة الاجتماعيين فيما يتعلق بنوع الجنس وكذلك الحق في الخصوصية فيما يتعلق بالإجهاض وتحديد النسل. أعربت النساء أيضا عن آرائهن وأهداف الحركة النسوية من خلال المساهمات الغنائية. في "أنا امرأة"، تغني هيلين ريدي، "أنا امرأة/أسمعني اْزاْر/وقد كنت هناك على الأرض/لن يبقيني أحد محبطًا مرة أخرى. يخلق ريدي شعورًا بـ" قوة الفتاة "التي عكست طموحات الحركة النسوية.

## علامات التسجيل و الموزعين و المنشورات
أوليفيا ريكوردز، أول شركة تسجيلات موسيقية نسائية، تم إنشاؤها في عام 1973 من قبل مجموعة تضم الفنانة ميج كريستيان. بدءًا من أغنية واحدة تم بيعها بنجاح عن طريق طلب البريد، تمكنت أوليفيا من إصدار ميج كريستيان أنا أعلم أنك تعرف و كريس ويليمسون المغير والمتغير. كان المغير والمتغير «أحد أكثر الألبومات مبيعًا على الإطلاق على أي علامة تجارية مستقلة»  في ذلك الوقت، وكان أيضًا أول LP يتم إنتاجه بالكامل من قبل النساء.«متغيير» هو الألبوم الأكثر مبيعًا على الإطلاق الذي خرج من نوع الموسيقى النسائية.
تم إنشاء العديد من العلامات التجارية المستقلة الأخرى من قبل فنانين مثل كاي غاردنير مع علامة التسجيلات المرأة الحكيمة / أورانا، و مارجي ادام مع شركة التسجيلات الثريا، و آني ديفرانكو مع شركة التسجيلات رايتشوس بيب، وهولي نيير مع شركة التسجيلات ريدورد في عام 1972. وسعت تسجيلات ريدورد نطاق التسجيلات الموسيقية النسائية لتشمل النساء ذوات البشرة الملونة من خلال تسجيل العسل الحلو في الصخر، وهي مجموعة كابيلا من المطربين الأمريكيين من أصل أفريقي أسسها بيرنيس ريغون في عام 1978. مع نمو هذه التسجيلات نمت أنواع الموسيقى، وتوسع التنوع العرقي والاجتماعي للفنجوم الفنانين. كما تم تشكيل العديد من العلامات الأخرى من قبل الفنانين ؛ تم توزيع مجموعة بيركلي للموسيقى النسائية و وودي سيمونز و تيريزا ترول بواسطة اوليفيا من خلال شبكتهم.
ومع نمو التسجيلات المستقلة وزيادة الطلب على الموسيقى النسائية، أصبح من الضروري وجود نظام منظم للتوزيع والترويج. تم تشكيل موسيقى غوردنورد في عام 1975 لتوزيعها على تسجيلات اوليفيا ثم وسعت التوزيع لاحقًا لتشمل ملصقات أخرى. ليدي سليبر ، وهي منظمة غير ربحية تأسست عام 1976 للترويج للموسيقى النسائية وتوزيعها. شكلت شبكة أوليفيا غير الرسمية وايلد (موزعي العلامات النسائية المستقلة) في عام 1977 لتوزيع الموسيقى في مناطق مختلفة من الولايات المتحدة. كان للمنظمة غرضان - التواصل الرسمي وتثقيف الموزعين بشأن قضايا المبيعات والأعمال، والمساومة مع أوليفيا بينما ضغطت الضغوط المالية لأوليفيا بدورها على الموزعين. في عام 1978، تم تشكيل شركة حجز وطنية، رود ورك . للترويج للفنانات.
طوال الثمانينيات والتسعينيات من القرن الماضي، انتقلت العديد من المكتبات النسائية التي باعت سجلات نسائية إلى مساحات أصغر أو أغلقت. نتيجة لذلك، انتشرت شركة تسجيلات اوليفيا في صناعات مختلفة لمساعدة مشاريعها الموسيقية على أن تصبح أكثر ربحية. مع هذا التوسع، دخلت شركة تسجيلات اوليفيا صناعة السفر، وتأسست أوليفيا كروز آند ريزورتس في عام 1990. ومع ذلك، حتى مع هذا التوسع، استمرت المبيعات في الموسيقى النسائية في الانخفاض بشكل كبير.
كان هناك العديد من المكونات الاجتماعية والاقتصادية التي تسببت في فشل أعمال الموسيقى النسائية في الثمانينيات والتسعينيات. من أجل حل هذه المشكلات المختلفة، اجتمع MIC (مؤتمر صناعة الموسيقى) معًا لمعرفة ما يمكن القيام به. لمدة أسبوع كامل، ناقشت حوالي 80 امرأة في مجال الموسيقى الأسئلة/المخاوف السائدة التي كانت تؤثر على الموسيقى النسائية في ذلك الوقت. كانت الموضوعات الرئيسية في المؤتمر هي انخفاض أحجام الحفلات الموسيقية، والمطالب غير الحقيقية للأجور من قبل الفنانات، ونقص التنوع في الفنانات، وكيف كانت شركة أوليفيا ريكوردز، التي كان من المفترض في البداية أن تكون شركة تديرها الإناث، تمنح مناصب عالية للرجال.
هوت واير : مجلة الموسيقى والثقافة النسائية
هوت واير: مجلة الموسيقى والثقافة النسائية هي مجلة موسيقية نسائية تصدر ثلاث مرات في السنة من 1984 إلى 1994. تأسست في شيكاغو من قبل المتطوعين توني أرمسترونغ جونيور وميشيل جوترو وآن موريس وإيفون زيبتر ؛ أصبح أرمسترونج جونيور الناشر الوحيد في عام 1985. تريسي بايم من Windy City Times تسمى هوت واير «الصوت الوطني للحركة الموسيقية النسائية المزدهرة وتأريخ واسع النطاق للثقافة النسوية السحاقية». كانت المجلة مطبوعة انفصالية وسميت على اسم قصيدة زيبتر المثيرة «العثور على السلك الساخن». ركز المنشور حصريًا على الموسيقيين النسويين المثليات، والمهرجانات، والأماكن، والموضوعات المختلفة المتعلقة بالكتابة والمسرح والرقص والكوميديا والفنون. تضمن كل عدد من 64 صفحة ورقة صوتية تحتوي على أربع أغنيات على الأقل لفنانين مثليين و/أو نسويين.

## المهرجانات الموسيقية النسائية
أقيم أول مهرجان موسيقي نسائي في عام 1973 في جامعة ولاية ساكرامنتو. في مايو 1974، أقيم أول مهرجان وطني للموسيقى النسائية في شامبين أوربانا، إلينوي، أسسته طالبة جامعة إلينوي كريستين ليمز. احتفلت بسنتها الأربعين في ميدلتون، ويسكونسن، من 2 إلى 5 يوليو 2015. تم إنشاء مهرجان ميشيغان وومين الموسيقي في عام 1976، وأصبح أكبر مهرجان في الولايات المتحدة  قبل أن يتوقف عن العمل بعد المهرجان الأربعين في أغسطس 2015. المهرجانات الجديدة تشمل معرض ليليث الذي قام بجولة من 1997-1999 ومهرجان أوهايو للمثليات، بالقرب من كولومبوس أوهايو، تم إنشاؤه في عام 1988 ولا يزال احتفالًا مستمرًا بموسيقى وثقافة المرأة. تم إنشاء العديد من المهرجانات الأخرى في جميع أنحاء الولايات المتحدة وكندا منذ منتصف السبعينيات ويختلف حجمها من بضع مئات إلى آلاف من الحضور. المهرجان الأحدث هو مهرجان لوس أنجلوس للموسيقى النسائية، الذي انطلق في عام 2007 بحضور أكثر من 2500 شخص، والذي كان من المقرر أصلاً أن يعود في عام 2009، لكنه توقف إلى أجل غير مسمى بعد الحدث الأول.
على الرغم من أن المهرجانات تتمحور حول الموسيقى، إلا أنها تدعم العديد من الجوانب الأخرى للثقافة السحاقية والنسوية. تم تصميم العديد من المهرجانات لتوفير مساحة آمنة للموسيقى والثقافة النسائية، وتقام في حرم الجامعات أو في المواقع الريفية النائية. تقدم العديد من المهرجانات ورش عمل حول مواضيع تتعلق بالمجتمع المثلي والنسوي، وتقدم أنشطة مثل الفنون والحرف اليدوية ودروس اللياقة البدنية والأحداث الرياضية، وتعمل على توفير الفرص للمرأة للاستفادة من الموارد التي لا تجدها في كثير من الأحيان في الثقافة السائدة. أحد المهرجانات التي توفر ورش العمل هذه هو المهرجان الوطني للموسيقى النسائية. في عام 1992، قدم المهرجان ورش عمل غطت مواضيع مثل «الدراما» و «الأفلام والفيديو» و «قدرات الوصول» و «صحة المرأة/الرياضة واللياقة البدنية» و «النساء الأكبر سنًا» و «الروحانية» و «تمكين المرأة» و «النساء ذوات البشرة الملونة» ومؤتمر كاتب بالإضافة إلى مواضيع أخرى في «سلسلة ورش عمل عامة».
تصف بوني موريس في كتابها عدن بيلد باي إيفز، كيف تخدم المهرجانات النساء طوال مراحل حياتهن. تدعم المهرجانات مساحة آمنة لطقوس بلوغ سن الرشد للشابات، والرومانسية للبالغين واحتفالات الالتزام، والتعبير عن وجهات نظر بديلة حول الأمومة، والتعبير عن الحزن والخسارة. مهرجان ميشيغان وومين الموسيقي هو مثال على بيئة تحتفل بجميع النساء وليس فقط أولئك الذين يتوافقون مع وسائل الإعلام الرئيسية. يصف موريس الحاضرين في المهرجان بأنهم «نساء مثيرات على الكراسي المتحركة، ونساء مثيرات يبلغ وزنهن 260 رطلاً، ونساء مثيرات في سن 70، ورومانسية طويلة الأمد بين الأعراق - وجميع بقية النساء اللواتي لن يعرضهن التلفزيون أو سوف يخبرنا لا يحسب». تساعد المهرجانات أيضًا في خلق شعور بالمجتمع لمجتمع السحاقيات. يضم المهرجان الوطني للموسيقى النسائية بالإضافة إلى العديد من المشاركات والمنظمات المثليات، تعزز موسيقى المهرجان وروح الدعابة والحرف اليدوية «هوية مثلية إيجابية». كان المهرجان أيضًا مكانًا يمكن للمرأة فيه عرض حياتها الجنسية علانية بما في ذلك المشاعر الجنسية المثلية.
في الوقت الحالي، تستمر المهرجانات في الازدهار في الولايات المتحدة ودول أخرى.
جدل حول استبعاد المتحولين جنسياً في مهرجان ميشيغان وومين للموسيقى
المقال الرئيسي: مهرجان ميشيغان وومين للموسيقى § جدل الاستبعاد
كان مهرجان ميشيغان وومين للموسيقى، أو MWMF أو MichFest باختصار، موضع جدل لمعظم وجوده بسبب استبعاده للنساء المتحولات. في عام 1991، تم فصل نانسي جان بيركهولدر من MichFest على أساس كونها امرأة متحولة ؛  نفذ المهرجان لاحقًا سياسته «المرأة المولودة»  التي ستواجه انتقادات شديدة من النشطاء والمنظمات المتحولين والمثليين ومزدوجي الميل الجنسي ومغايري الهوية الجنسانية. في عام 1995، تم إنشاء كامب ترانس وستنظم احتجاجًا خارج مكان المهرجان مباشرة  كل عام حتى عام 2010، عندما أُجبرت على الإغلاق. التماسات ومقاطعات تلت من منظمات بارزة مثل GLAAD بينما أصرت ليزا فوغل، مؤسسة MichFest، على أنه ليس من رهاب المتحولين جنسيًا أن يكون لديك «مساحة صحية وكاملة ومحبة» للنساء اللواتي تم تعيينهن أنثى عند الولادة للالتقاء. توقف المهرجان عن العمل بعد عرضه عام 2015.
بينما سلط هذا الجدل الضوء على بعض القضايا الرئيسية للموسيقى النسائية بشمولية، لا يزال من الجدير بالذكر أن «الحركة تم تصميمها من قبل امرأة متحولة» وأن «أوليفيا ريكوردز، مجموعة الموسيقى النسوية الراديكالية للانفصالية السحاقية، كانت بحد ذاتها شاملة».

## انظر ايضا
- مهرجان الدعسوقة
- ريوت جرل
- الانسجام الراديكالي (فيلم وثائقي عام 2002 عن تاريخ الموسيقى النسائية)
- المرأة في الموسيقى
- روث دورين، مروجة الموسيقى النسوية ومنظمة الحفلات الموسيقية

## روابط خارجيه
- الموقع الرسمي للمهرجان الوطني لموسيقى المرأة
- الموقع الرسمي لمهرجان أوهايو للمثليات
- الموقع الرسمي لموسيقى غولدنورد
- أرشيفات أعمال الطرق عبر الإنترنت
- أرشيف الموسيقى النسائية في المملكة المتحدة والأيرلندية